# Escuela Superior de las Fuerzas Armadas
La Escuela Superior de las Fuerzas Armadas (denominado abreviadamente como ESFAS), es el centro conjunto en el que se forman los oficiales de los Estados Mayores de las tres ramas de las Fuerzas Armadas de España (Ejército de Tierra, Ejército del Aire y Armada), de la Guardia Civil, el Estado Mayor Conjunto y los destinados en organismos internacionales de seguridad y defensa con participación española. Esta escuela está integrada en el Centro Superior de Estudios de la Defensa Nacional (CESEDEN), que tiene su sede en la ciudad de Madrid. En la ESFAS se llevan a cabo otras actividades docentes como el Curso de Habilitación para el Ascenso a Oficial General, el de Formación Superior de inteligencia de las Fuerzas Armadas, se hace cargo de la fase conjunta de la preparación para ascender a comandante o capitán de corbeta. Todos los años recibe alumnos de las escuelas de Estado Mayor de Alemania, Francia, Italia y Reino Unido en virtud del programa de intercambio europeo Combined Joint European Exercise (CJEX) que se unen a los procedentes de otros países aliados (integrados o no en la OTAN). También se realizan y difunden investigaciones relacionadas con las materias que afectan a las Fuerzas Armadas en su totalidad o a las actividades conjuntas y combinadas de la Defensa. La Jefatura de la Escuela Superior de las Fuerzas Armadas la ostenta un oficial general que es asistido por otro oficial general, coronel o capitán de navío al frente de la Jefatura de Estudios, y por una Secretaría de Estudios.
Abierta en 1999, la Escuela Superior de las Fuerzas Armadas ha continuado la actividad que habían desarrollado hasta entonces las escuelas de Estado Mayor de las diferentes ramas de las Fuerzas Armadas Españolas y el Centro Superior de Estudios de la Defensa, inaugurado en 1964.